# Magnum Cash & Carry
«Magnum Cash&Carry» — крупнейшая торгово-розничная сеть Казахстана, входит в десятку крупнейших частных компаний страны (7-е место в 2023 году).
Основной деятельностью является реализация товаров широкого потребления. Компании принадлежит 186 торговых комплексов разного формата (гипермаркеты, супермаркеты и магазины у дома «Magnum Express» и «Magnum Daily» малого формата) в 12 городах Казахстана: Алма-Ате, Астане, Каскелене, Караганде, Талдыкоргане, Шымкенте, Петропавловске, Кызылорде, Таразе, Туркестане, Усть-Каменогорске, Есике, а также в Ташкенте. Общее количество покупателей торгово-розничной сети «Magnum Cash & Carry» превышает 350 000 человек в день. Штат сотрудников насчитывает 13 509 человек.

## Учредители
Учредителем ТОО «Magnum Cash&Carry» в настоящее время является:
- Товарищество с ограниченной ответственностью «Дочерняя компания Caspian Trading Investment Co. Ltd».

## Руководство
- Генеральный директор — Азамат Османов.

## История
Компания ведёт отсчёт своей истории с 14 сентября 2007 года, когда в Алма-Ате был открыт первый магазин «Magnum» (от лат. magnum (n. gen.) — «большое, великое»).
Принадлежал Александру Гарберу.

## Деятельность
Основными направлениями деятельности компании являются:
- Розничная торговля:
- Сеть гипер и супермаркетов[2].
- Торговля осуществляется под марками «Magnum Сash&Carry», «Magnum Hyper» (собственные гипермаркеты); «Magnum Super» (супермаркеты на территориях других торговых центров. В прежней концепции — «Magnum ATAK»); «Magnum Express» и «Magnum Daily» (компактные супермаркеты).

В начале 2019 года «Magnum» приобрела торговую сеть «Реалист» и права на все локации этой сети, тем самым, делая упор на развитие малого формата. Сеть магазинов «Magnum» придерживаются политики «демократических» цен на самые востребованные потребителями товары. Цены в среднем ниже среднерыночных в Казахстане на 5 % и более процентов, что достигается за счет работы с прямыми поставщиками и высокого товарооборота. Для покупателей постоянно проводятся различные акции и распродажи, в рамках сезонных распродаж скидка может достигать 70 %. Открыт[когда?] собственный учебный центр по набору и обучению нового персонала, с возможностью дальнейшего карьерного роста.

## Социальная инициатива
Ежегодно торговая сеть выделяет более 100 миллионов тенге на благотворительные проекты. Основным направлением является помощь больным детям и детям из малообеспеченных семей, сиротам. «Magnum» входит в топ 15 крупнейших благотворителей РК.

## Факты о «Magnum»
- Более 350 млн покупок совершили казахстанцы в сети «Magnum» за время её существования[источник не указан 1203 дня]
- Общая площадь торговых комплексов сети «Magnum» — около 400 тысяч квм, торговая площадь — более 250 тысяч квм.
- 1200 поставщиков товаров работают с сетью «Magnum», из них более 700 — поставщики товаров казахстанского производства.
- «Magnum» является партнёром государства в программе адресной социальной помощи. Более 90 тысяч детей из многодетных семей получают через компанию «Magnum» гарантированные социальные продуктовые наборы ежемесячно и наборы непродовольственных товаров ежеквартально.
- «Magnum» является одним из крупнейших налогоплательщиков Казахстана в сфере ретейла: за 14 лет существования компании в бюджет перечислено более 58 млрд тенге.
- Около 50 % всех товаров в сети «Magnum» произведены в Казахстане[10][11].
- «Magnum» входит в число 100 крупнейших налогоплательщиков Казахстана (62 млрд тенге за 14 лет существования, 13,8 млрд тенге за 2021 год)[12].